# (204842) Fengchia
(204842) Fengchia est un astéroïde de la ceinture principale.

## Description
(204842) Fengchia est un astéroïde de la ceinture principale. Il fut découvert le 5 septembre 2007 à l'Observatoire de Lulin par Chi-Sheng Lin et Ye Quan-Zhi. Il présente une orbite caractérisée par un demi-grand axe de 3,16 UA, une excentricité de 0,15 et une inclinaison de 2,3° par rapport à l'écliptique.

## Compléments